# Leva life
Leva life är en svensk dramaserie från 2023 som hade premiär på Viaplay den 5 april 2023. För seriens manus står Carl-Petter Montell, Vera Herngren och Felicia Danielsson och för dess regi svarar Susanne Thorson. Första säsongen består av åtta avsnitt.
I mars 2023 meddelade Viaplay att serien förnyas med en andra säsong.

## Handling
Serien kretsar kring Nora som är 24 år. Hon har precis fått jobb på en tidning och framtiden tillsammans med vännerna Alina och Doris ser ljus ut. Plötsligt får hon en cancerdiagnos. I och med sin sjukdom börjar Nora att leva ett dubbelliv där hon blandar kändisevent och intervjuer med cellgiftsbehandlingar och dödsångest.

## Roller i urval
- Hanna Ardéhn – Nora
- Tina Pour-Davoy – Doris
- Doreen Ndagire – Alina
- Maria Forslin – Karin
- Mona Najib – Läkare
- Isabelle Grill – Louise
- Julia Lyskova
- Robin Stegmar
- Emil Almén
- Philip Oros
- Pia Halvorsen
- Vera Herngren